# Добржиховице
Добржиховице (чеш. Dobřichovice) — город в районе Прага-запад Среднечешского края Чехии. Добржиховице находится на юго-западе от Праги: 25 км от центра Праги и в 10 км от Карлштейна, на берегу реки Бероунка.

## История
На протяжении всей истории города его основными жителями были члены ордена рыцарей креста с красной звездой. Первое письменное упоминание о Добржиховице датируется 6 апреля 1253 года. Во время Гуситских войн Добржиховице неоднократно переходлил из рук в руки и подвергался разграблению. В XVI веке город был восстановлен и расширен, и по приказу гроссмейстера Збынека Берка (чеш. Zbyněk Berka z Dubé) на берегу Бероунку был построен дворец в стиле эпохи Возрождения (на противоположном берегу и под прикрытием замка Добржиховице), который был сожжён в 1631 году шведами, во время Тридцатилетней войны.
В 1863 году была открыта железная дорога между Прагой и Бероуном, которая проходила через Добржиховице и благоприятно способствовала развитию города. 31 мая 1876 года Добржиховице получил статус местечка и перешёл во владение Франца Иосифа I.
Ввиду близости реки, в городе неоднократно случались крупные наводнения (1872, 1941 и 1947 годы). Последнее и крупнейшее наводнение произошло в августе 2002 года (до этого максимальный поток оценивался в 10—15 м³/с, в 2002 году — 1850 м³/с), в результате чего пострадала значительная часть города (первые этажи около 200 домов, несколько десятков пешеходных мостов), а жители были эвакуированы.
В настоящее время в Добржиховице проживает около 3000 постоянных жителей и несколько сотен временных, в основном жителей Праги, которое приезжают на выходные в свои загородные дома, расположенные на берегах Бероунки (на конец 2010 года — всего 3350 человек). В 2006 году сельский совет Добржиховице оформил прошение о присвоении городского статуса (21 февраля в министерство внутренних дел, 10 мая в правительство). И 26 сентября 2006 года Добржиховице официально был присвоен статус города.

## Достопримечательности

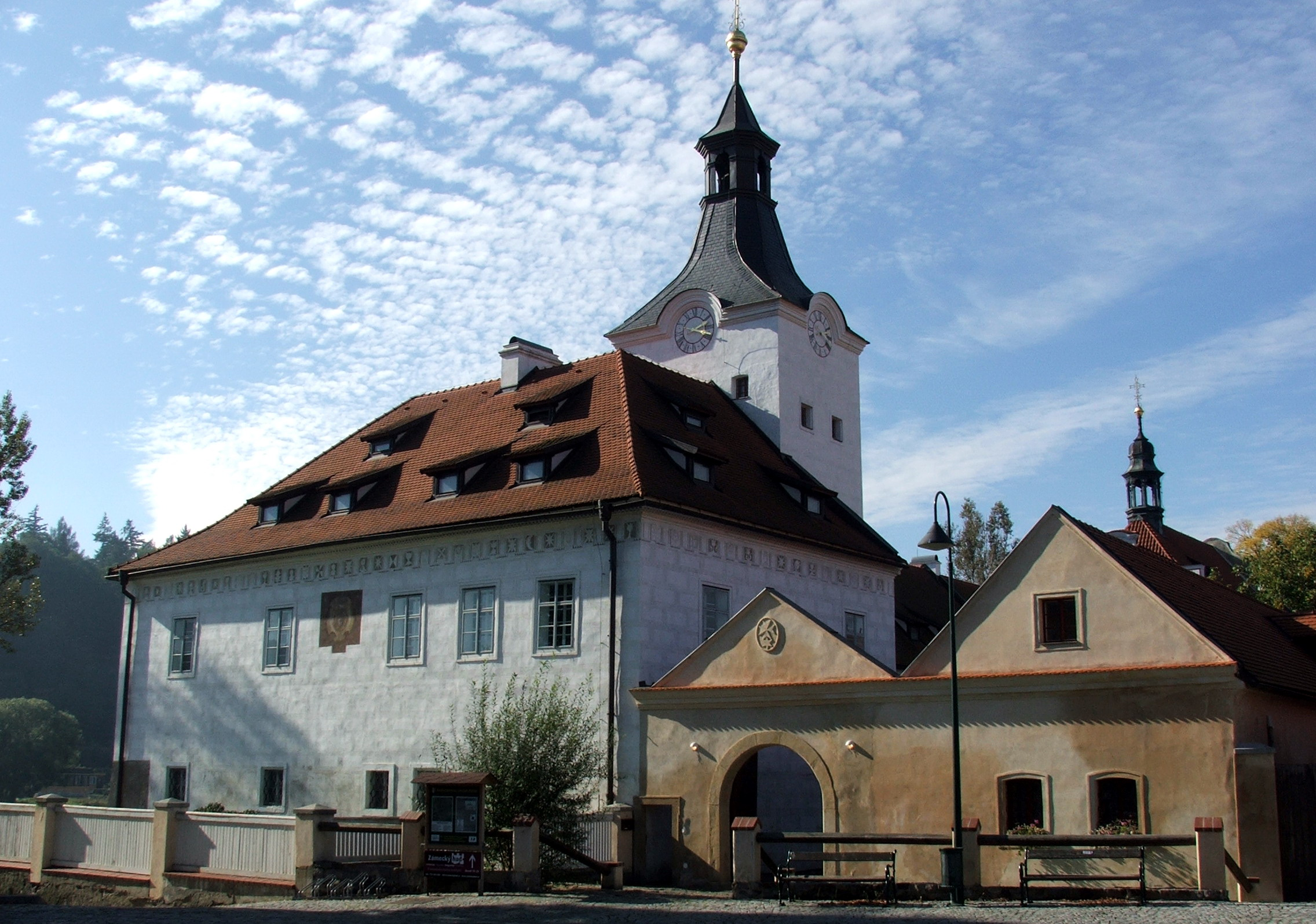
Замок Добржиховице

К основным достопримечательностям города относятся замок Добржиховице XVI века, где находилась королевская, а затем летняя резиденция вельмистра ордена крестоносцев с красной звездой, и церковь святого Иуды Фаддея. Каждый год в начале лета (первые выходные дни июня) в Чехии проходит парад Карла IV, короля Чехии и императора Священной Римской империи: театрализованное королевское шествие (чеш. Královský průvod) из Праги в летнюю резиденцию короля — замок Карлштейн. Во время двухдневного перехода процессия из королевской свиты на ночь останавливается в замке.

## Население
| Год  | Численность | Численность |
| ---- | ----------- | ----------- |
| 1869 | 683         | [ 10 ]      |
| 1880 | 699         | [ 10 ]      |
| 1890 | 689         | [ 10 ]      |
| 1900 | 677         | [ 10 ]      |
| 1910 | 851         | [ 10 ]      |
| 1921 | 1162        | [ 10 ]      |
| 1930 | 1531        | [ 10 ]      |
| 1950 | 2120        | [ 10 ]      |
| 1961 | 2500        | [ 10 ]      |
| 1970 | 2328        | [ 10 ]      |
| 1980 | 2424        | [ 10 ]      |
| 1991 | 2438        | [ 10 ]      |
| 2001 | 2777        | [ 10 ]      |
| 2014 | 3468        | [ 11 ]      |
| 2016 | 3488        | [ 12 ]      |
| 2017 | 3589        | [ 13 ]      |
| 2018 | 3620        | [ 14 ]      |
| 2019 | 3675        | [ 15 ]      |
| 2020 | 3722        | [ 16 ]      |
| 2021 | 3739        | [ 17 ]      |
| 2022 | 3651        | [ 18 ]      |
| 2023 | 3770        | [ 19 ]      |
| 2024 | 3776        | [ 20 ]      |
| 2025 | 3772        | [ 3 ]       |

## Города-побратимы
- Манхэттен, штат Канзас, США (с 2002 года);
- Вильё-Луа-Моллон, департамент Эн, Франция (с 2004 года).